# سیارک ۲۲۶۳۰
سیارک ۲۲۶۳۰ (به انگلیسی: 22630 Wallmuth، نامگذاری:1998KH45) بیست و دو هزار و ششصد و سی‌امین سیارک کشف شده‌است که در ۲۲ مه ۱۹۹۸ کشف شد.
قدر مطلق سیارک برابر ۱۰.۲ است.